# Ciliosemina
Ciliosemina là một chi thực vật có hoa trong họ Thiến thảo (Rubiaceae).

## Loài
Chi Ciliosemina gồm các loài: